# Павлович, Живоин (режиссёр)
Живоин Па́влович или Жика Па́влович (серб. Живојин / Жика Павловић, сербохорв. Živojin Pavlović), 1933—1998) — югославский, сербский кинорежиссёр, сценарист, педагог. Один из представителей художественного направления, известного как Югославская чёрная волна.

## Биография
Живоин Павлович родился в 1933 году в Шабаце, небольшом городе на западе Сербии. С начала 1950-х годов публикует статьи по искусству кино в газетах Белграда. Окончил Университет искусств в Белграде. Его первая заметная работа — один из короткометражных фильмов («Живая вода») в кино-альманахе «Капли, воды, воины», отмеченном специальным призом жюри кинофестиваля в Пуле. Позже он ещё трижды становился призёром этого конкурса: «Серебряная арена» за фильм «Пробуждение крыс» (1967, также «Серебряный медведь» на Берлинском кинофестивале); «Золотая арена» за фильм «Когда я буду мертвым и белым» (1968); «Золотая арена» за сценарий к фильму «Запах тела» (1983).
С начала 1960-х годов активно занимается литературной деятельностью: публикует сборники рассказов, романы. Издал более 30 книг.
Его лучшие фильмы, выражающие критическую позицию автора на реалии социалистической Югославии, совпали по времени выхода (1969 год) с началом гонений против режиссёров Югославской чёрной волны. Живоин Павлович и его творчество неоднократно подвергались резким критическим выпадам со стороны официальной прессы в период титоизма. В современной Сербии он назван «великим художником, автором и хранителем великого сербского письменного слова».
Кадры из короткометражного фильма Павловича «Триптих о матери и смерти» (1960) были использованы при съемке клипа на песню «Сербия» российской фолк-метал-группой «Аркона».

## Избранная фильмография
| Год  |   | Русское название             | Оригинальное название | Роль                     |
| ---- | - | ---------------------------- | --------------------- | ------------------------ |
| 1967 | ф | Когда я буду мёртвым и белым | Кад будем мртав и бео | режиссёр                 |
| 1967 | ф | Пробуждение крыс             | Буђење пацова         | режиссёр                 |
| 1969 | ф | Засада                       | Заседа                | режиссёр, автор сценария |
| 1970 | ф | Красные колосья              | Црвено класје         | режиссёр, автор сценария |
| 1976 | ф | Облава                       | Хајка                 | режиссёр                 |
| 1983 | ф | Запах тела                   | Задах тела            | режиссёр, автор сценария |
| 1992 | ф | Дезертир                     | Дезертер              | режиссёр                 |
| 2002 | ф | Государство мёртвых          | Држава мртвих         | режиссёр, автор сценария |